# Moritz von Hirschfeld
Karl Friedrich Wilhelm Ulrich Moritz von Hirschfeld, noto col nome di Moritz von Hirschfeld per distinguerlo dal padre (Halberstadt, 4 luglio 1790 – Coblenza, 13 ottobre 1859), è stato un generale prussiano.

## Biografia

### I primi anni
Moritz von Hirschfeld era figlio del generale prussiano Karl Friedrich von Hirschfeld e della sua prima moglie, Karoline Friederike Philippine von Faggyas (1761-1795). Dal gennaio 1803 si iscrisse nelle file dell'esercito prussiano ed iniziò a frequentare la scuola dei cadetti di Berlino. In occasione del suo quattordicesimo compleanno, il padre lo assunse come caporale nel reggimento delle guardie che egli comandava a Potsdam. Hirschfeld frequentò quindi i corsi di Scharnhorst presso la Scuola per Giovani Ufficiali dal 1804 in poi. Nel novembre 1805 divenne sottotenente nel battaglione del reggimento di suo padre. Nella campagna del 1806-1807 Hirschfeld prese parte alla Battaglia di Auerstedt e finì per capitolare vicino a Prenzlau alla fine di ottobre 1806, motivo per il quale il suo reggimento venne poi sciolto. Venne rilasciato sulla parola d'onore che non avrebbe combattuto oltre contro i francesi ma venne costretto a ritornare alla sua abitazione con metà paga.
Assieme ai suoi fratelli il tenente degli ussari Eugen von Hirschfeld ed il tenente di fanteria Alexander Adolf von Hirschfeld, fondò un proprio freikorp che rimase attivo sino alla pace di Tilsit, mirando a preparare una rivolta contro gli occupanti francesi.

### Il 1809
Nell'aprile del 1809, l'Austria dichiarò guerra alla Francia napoleonica che doveva essere condotta sul suolo tedesco. Come parte della rivolta di Dörnberg, la pianificazione prevedeva un colpo di stato che occupasse la fortezza del Magdeburgo eseguito dai volontari sotto la guida di Friedrich von Katte e dei fratelli Hirschfeld. A causa del fallimento di Dörnberg, l'elemento sorpresa andò perduto ed il progetto dovette essere abbandonato all'ultimo. I francesi, allarmati, si vendicarono sui fratelli Hirschfeld che trovarono rifugio solo fuggendo in territorio prussiano presso i loro parenti.
Intenzionati a cospirare nuovamente contro i francesi, insieme a Katte si unirono allo Schwarzen Schar diretto dal duca Federico Guglielmo di Brunswick e il gruppo raggiunse Londra. Su raccomandazione del duca di Brunswick, Eugen entrò al servizio dell'esercito britannico col grado di maggiore e nel giugno 1810 ricevette il permesso di recarsi in Spagna con metà del suo stipendio per continuare la lotta contro Napoleone nelle file dell'esercito spagnolo nel teatro di guerra iberico. Moritz von Hirschfeld gli succedette tre mesi col grado di tenente con 2/3 di stipendio al soldo degli inglesi.

### In Spagna
Moritz von Hirschfeld seguì il fratello a Cadice, centro della resistenza spagnola contro Napoleone nonché sede della Junta Suprema Central e luogo di riunione delle Cortes Costituenti. In Spagna erano del resto confluiti assieme ai fratelli von Hirschfeld anche molti altri tedeschi che volevano continuare a combattere contro i napoleonici dopo la fallita rivolta del 1809 come ad esempio Karl von Grolman e Leopold von Lützow. I fratelli Hirschfeld ricevettero ciascuno il grado di ufficiale nel reggimento di cavalleria "Alcántara" di stanza in Catalogna, luogo che raggiunsero nel settembre del 1810 dopo un viaggio per mare attraverso il Mediterraneo. Il 14 gennaio 1811, Eugen, ora colonnello, venne gravemente ferito mentre si trovava alla testa dell'avanguardia del generale Pedro Sarsfield in un attacco alla divisione francese Palombini a Pla de Cabra, morendo il giorno successivo tra le braccia del fratello.
I successi di Moritz von Hirschfeld nella piccola guerra spinsero il generale Enrique José O'Donnell a incaricarlo di tendere un'imboscata alla cittadella di Barcellona dove si trovava Fort Monjuich. L'impresa fallì, ma i suoi risultati ebbero importanti conseguenze e Hirschfeld divenne promosso capitano di cavalleria. Durante la conquista di Figueres nell'aprile del 1811, ottenne la medaglia d'oro al coraggio dal governo spagnolo.
Il suo reggimento presenziò all'assedio di Tarragona nel giugno di quell'anno. La sera prima della conquista, Hirschfeld ed il suo squadrone fuggirono dalla fortezza ormai circondata dai francesi. Dopo essere stato gravemente ferito nella battaglia di Murviedo del 25 ottobre 1811, Hirschfeld venne abbandonato per due giorni senza abiti sul campo di battaglia, ritenuto ormai morto. Posto in una fossa comune insieme ad altri caduti della giornata, solo allora venne riconosciuto come ancora vivente e per questo venne portato all'ospedale di Saragozza, sempre come prigioniero.
Nell'estate del 1812, poco prima del completamento della sua guarigione, riuscì a fuggire ed a rientrare nell'esercito spagnolo. A causa delle ferite subite, Hirschfeld inizialmente non era in grado di lavorare e non aveva ancora completamente l'uso del braccio sinistro, il che limitava fortemente la sua capacità di operare sul campo. Venne riammesso completamente guarito nell'esercito il 1º febbraio 1813 e venne assegnato ad un reggimento di fanteria col grado di maggiore e i pieni elogi per quanto da lui compiuto per la liberazione della Spagna. A questo punto della sua carriera si perdono le testimonianze della sua attività bellica, ma si ha ragione di credere che per l'abilità dimostrata e la sua conoscenza della lingua inglese sia stato inviato in Catalogna al seguito dell'esercito di Arthur Wellesley e poi nei Paesi Baschi.
All'inizio della guerra di liberazione in Germania, nella primavera del 1813, Hirschfeld aveva chiesto di poter tornare nella sua patria per combattere nelle file dell'esercito prussiano, ma questo gli venne negato e venne anzi promosso al grado di tenente colonnello dell'esercito spagnolo e nel 1814 prese parte all'avanzata in Francia, rimanendo al seguito dei catalani sino alla firma del Trattato di Parigi del 1814. Poté ritornare in patria solo il 24 febbraio 1815 dopo un intervento diretto dell'ambasciatore prussiano a Madrid. Nella primavera del 1815 Hirschfeld tornò finalmente in Prussia.
Poiché era tenuto in grande considerazione in Spagna, il re Ferdinando VII gli conferì personalmente l'Ordine di San Ferdinando di II classe.

### Un periodo di pace
A 25 anni, Hirschfeld era il più giovane colonnello dell'intero esercito prussiano, ma venne assunto col grado di maggiore nel settembre del 1815 in quanto non aveva ancora l'età per i canoni prussiani. Hirschfeld assunse il comando del battaglione fucilieri del 25º reggimento di fanteria. Durante il lungo periodo di pace durato sino al 1849, passò finalmente al grado di tenente colonnello nel 1830, ottenendo nel 1831 il comando del 29º reggimento di fanteria; ottenne quindi il grado di colonnello nel 1837, e nel 1838 divenne comandante della 15ª brigata di fanteria. Nel 1840 divenne maggiore generale. Il 18 gennaio 1833 il granduca Leopoldo di Baden lo decorò con la croce di commendatore dell'Ordine del Leone di Zähringen. Nella primavera del 1846, Hirschfeld venne nominato comandante della 1ª divisione di stanza a Königsberg e venne promosso tenente generale nel 1847.
Quando scoppiò la rivoluzione di marzo, Hirschfeld era il comandante della cittadella di Potsdam. Dopo che il 21 marzo 1848 il re Federico Guglielmo IV ordinò che i soldati prussiani dovessero indossare la coccarda nera, rossa e dorata, Hirschfeld fece issare una bandiera nera, rossa e dorata al quartier generale.

### La rivoluzione tedesca del 1848-1849
Federico Guglielmo IV rimandò Hirschfeld nella Renania nel giugno del 1848 e lo nominò comandante della 15ª divisione e comandante ad interim della città di Colonia. Nel maggio del 1849, la Prussia istituì due corpi d'armata improvvisati sotto il comando supremo del principe ereditario Guglielmo di Prussia per reprimere la rivolta nel Palatinato e nel Baden per conto della Confederazione Germanica. Hirschfeld prese il comando del primo dei due corpi d'armata. Il capo del suo stato maggiore era il tenente colonnello Albrecht von Roon.
Il corpo di Hirschfeld, "metodicamente e con cautela", occupò il Palatinato da nord e da ovest tra l'11 e il 18 giugno, compreso il rilievo della fortezza di Landau che fu tenuta successivamente da ufficiali dell'esercito bavarese. Le truppe rivoluzionarie del Palatinato, organizzate da Daniel Fenner von Fenneberg e al comando di Franz Sznayde, dovettero ritirarsi nel Baden e nella vicina regione del Neckar dopo le battaglie di Homburg, Kirchheimbolanden, Dürkheim, Ludwigshafen e Rinnthal.
Con grande sorpresa dei prussiani, i rivoluzionari non decisero di attaccare il corpo d'armata di Hirschfeld sul fianco, ma attraversarono invece il Reno presso Germersheim il 20 giugno, ponendosi dietro di esso. Hirschfeld si stava avvicinando a Bruchsal, quando il corpo principale dell'esercito rivoluzionario del Baden al comando di Ludwik Mierosławski attaccò l'avanguardia della sua ala sinistra. Ciò portò alla battaglia di Waghäusel il 21 giugno. Mieroslawski confuse il suo avversario Moritz von Hirschfeld con suo fratello Alexander Adolf von Hirschfeld, che considerava il suo "nemico mortale" a causa del suo ruolo nella rivolta polacca del 1848 ed era intenzionato a vendicarsi di lui, ma dopo i primi successi dovette ripiegare altrove. Il 25 giugno Hirschfeld prese Karlsruhe. Il morale degli insorti fu gravemente scosso dalla sconfitta di Waghäusel e dalla notizia del crollo della rivoluzione a Parigi e dell'intervento dei russi dell'Ungheria al fianco degli austriaci per reprimere le rivolte scoppiate.
Mieroslawski attese il nemico in una posizione fortificata a sud del Murg. Il corpo di Hirschfeld sfondò l'ala sinistra dell'esercito ribelle con una serie di battaglie individuali, come a Kuppenheim e Muggensturm, dal 28 al 30 giugno 1849. Questa volta la ritirata dei rivoluzionari cedette il passo alla fuga e Mieroslawski rassegnò le proprie dimissioni dal ruolo di comandante. Parte dell'esercito ribelle si rifugiò nella fortezza di Rastadt, mentre il resto degli uomini venne inseguito da Hirschfeld disgregandosi lungo il percorso. Il 7 luglio 1849 Hirschfeld conquistò Friburgo in Brisgovia, l'ultima sede del governo rivoluzionario. Non vi furono combattimenti perché l'atmosfera era cambiata e numerosi soldati rivoluzionari del Baden finirono prigionieri dei prussiani. Hirschfeld diede immediatamente l'ordine di rilasciarli tutti e le armi vennero infine deposte.
La campagna terminò il 23 luglio 1849 con la capitolazione della fortezza di Rastadt. Dopo cinque settimane di combattimenti, il corpo d'armata di Hirschfeld, composto da 19 400 uomini, subì la perdita di oltre 50 morti e 400 feriti.

### Il caso Dortu
In occasione della resa della loro città, i cittadini di Friburgo fedeli al granduca consegnarono a Hirschfeld anche Max Dortu, maggiore dell'esercito prussiano che era insorto coi ribelli. Questi, fatto processare da una corte marziale come previsto dalla legge militare, venne condannato a morte per alto tradimento in tempo di guerra l'11 giugno. Dortu si rifiutò di chiedere la grazia, come pure suo padre per lui, ma quest'ultimo chiese invece un colloquio con Hirschfeld che gli venne negato.
In realtà gli avvocati di Dortu ravvisarono diversi vizi di forma nelle argomentazioni e nella sentenza emessa, e questo spinse la madre di Dortu a inoltrare una richiesta di grazia per il figlio a Potsdam, ma questa venne respinta e anzi Hirschfeld firmò personalmente la condanna a morte del militare il 30 luglio. Il giorno successivo, un plotone prussiano giustiziò Dortu presso il muro del cimitero di Wiehre a Friburgo. Il testo della condanna di Dortu venne stampata in una serie di manifesti che vennero diffusi come deterrente per i rivoltosi e presso i militari.

### Gli ultimi anni
Dopo il 1849, re Federico Guglielmo IV di Prussia concesse a von Hirschfeld il comando dell'VIII corpo d'armata prussiano a Coblenza. Nel marzo del 1852, Hirschfeld ottenne il grado di comandante generale. A nome del re Federico Guglielmo IV, accompagnò Luigi Napoleone Bonaparte, presidente della repubblica francese, nel suo viaggi in Alsazia e sino a Strasburgo nel 1852. Nel 50º anniversario del suo servizio militare, Hirschfeld il 24 luglio 1854, ottenne la I classe dell'Ordine dell'Aquila rossa con foglie di quercia, spade e diamanti.
Promosso al rango di generale di fanteria nell'ottobre del 1856, ebbe la carica di governatore generale della provincia del Reno. Il capo di stato maggiore dell'esercito prussiano, Helmuth Karl Bernhard von Moltke, in preparazione di un'eventuale guerra con la Francia, riuscì a prevedere la formazione della seconda armata della Mosella con la costituzione del VII, VIII e IV corpo d'armata a Treviri. Con circa 100 000 uomini, essa avrebbe dovuto comprendere circa un terzo dell'esercito prussiano e Hirschfeld venne nominato loro comandante.
Dopo alcuni giorni di lieve malessere, Moritz von Hirschfeld trascorse la sera del 13 ottobre 1859 "felice e allegro" con la sua famiglia, andò a letto e morì pacificamente. Fu sepolto a Coblenza dove viveva da diversi anni, nel cimitero principale della città.

## Personalità e vita familiare
Hirschfeld era considerato  dai suoi commilitoni come uomo poco loquace, che odiava essere al centro dell'attenzione, inavvicinabile e aspro, e si lasciava andare solo nella sua cerchia di amici e familiari. Lui e suo fratello avevano tenuto dei diari della guerra in Spagna che successivamente entrarono in possesso del feldmaresciallo luogotenente Palombini nel 1811. Palombini, quando riuscì a identificarne Hirschfeld come l'autore nel 1843, glieli rimandò. L'amico di Hirschfeld, il generale Heinrich von Holleben, pubblicò i diari nel 1863.
Nel 1825 Moritz von Hirschfeld sposò Ida von Kamptz (1801–1875). Dal loro matrimonio nacquero un figlio e due figlie: il figlio Urban Karl divenne maggiore dell'esercito prussiano; la figlia Ida Isabella sposò il tenente Friedrich Wilhelm von Holleben (n. il 13 ottobre 1824), figlio di Heinrich von Holleben, nel 1856; la figlia Wilhelmine Ida sposò il futuro generale Karl Gustav von Sandrart nel 1861.